# Woodsia okamotoi
Woodsia okamotoi är en hällebräkenväxtart som beskrevs av Tag. Woodsia okamotoi ingår i släktet Woodsia och familjen Woodsiaceae. Inga underarter finns listade.